# Castillo Akashi
El Castillo Akashi (明石城 Akashijō?) es un castillo japonés ubicado en Akashi, en la prefectura de Hyōgo, Japón.
Este castillo fue construido por Ogasawara Tadazane como su castillo principal entre 1617 y 1619 para poder vigilar a los daimyō del oeste por órdenes de Tokugawa Hidetada. Durante su construcción y debido a un edicto de 1615 en el que se prohibía la posesión de más de un castillo por clan, se utilizaron diversos elementos de otros castillos desmantelados.
El castillo Akashi se encontraba estratégicamente localizado en la ruta entre Osaka y el oeste de Japón, donde muchos tozama-daimyō tenían sus han. El castillo Akashi fue construido con la idea de fungir como defensa en caso de que alguno de estos tozama quisiera invadir Osaka.
El castillo Akashi gozó de reparaciones mayores en 1739 y su uso fue abolido durante la Restauración Meiji de 1874.

## Propiedad Cultural
Dentro del castillo Akashi hay dos Propiedades Culturales Importantes seleccionadas por el gobierno:
- Hitsujisaru Yagura
- La yagura Tatsumi

Estas dos yagura, o torres, es lo único que permanece hoy día.